# Giasimu'd-Din
Giasimu'd-Din (Distretto di Faridpur, 1º gennaio 1903 – Dacca, 13 marzo 1976) è stato un poeta bangladese, che si è espresso prevalentemente in lingua bengali.

## Biografia
Appartiene alla corrente di rinnovamento letterario e spirituale islamico affermatosi nel Bengala pakistano soprattutto per merito di Kazi Nazrul Islam.
La sua produzione poetica è tuttavia meno intensamente intrisa di esigenze politiche e sociali che non quella di Nazrul e di Golam Mostofa, e più decisamente rivolta al mondo idillico e sognante della vita campestre.
Studioso di poesia e di tradizioni popolari, egli ha fuso gli interessi scientifici del ricercatore con la naturale vena poetica in numerose fresche ballate che fanno di lui uno dei migliori poeti dell'India del Novecento.
Nella sua produzione più recente Giasimu'd-Din si è allontanato dai motivi della sua prima ispirazione per rivolgersi, ma con minore successo, ad una poesia più elaborata ed artificiosa.
Scrittore versatile, ha scritto poesie, ballate, canzoni, drammi, romanzi, storie, memorie, diari di viaggio, ecc.